# Mathieu Dandenault
Mathieu Dandenault (* 3. Februar 1976 in Sherbrooke, Québec) ist ein ehemaliger kanadischer Eishockeyspieler, der im Verlauf seiner aktiven Karriere zwischen 1993 und 2010 unter anderem 951 Spiele für die Detroit Red Wings und Canadiens de Montréal in der National Hockey League auf der Position des Verteidigers und rechten Flügelstürmers bestritten hat. Dandenault gewann in Diensten der Detroit Red Wings zwischen 1997 und 2002 insgesamt dreimal den Stanley Cup und wurde im Trikot der kanadischen Nationalmannschaft im Jahr 2003 Weltmeister.

## Karriere
Der 1,85 m große Verteidiger begann seine Karriere bei den Faucons de Sherbrooke in der kanadischen Juniorenliga Ligue de hockey junior majeur du Québec, bevor er beim NHL Entry Draft 1994 als 49. Spieler in der zweiten Runde von den Detroit Red Wings ausgewählt wurde. 
Schon in seiner ersten NHL-Saison 1995/96 spielte sich der Rechtsschütze in den Stammkader der Red Wings, für die er insgesamt neun Jahre lang auf dem Eis stand und mit denen er 1997, 1998 und 2002 den Stanley Cup gewinnen konnte. Während des Lockouts in der Saison 2004/05 spielte der Kanadier für den HC Asiago in der italienischen Serie A1, bevor er im folgenden Jahr in seine Heimat zu den Canadiens de Montréal zurückkehrte.
Dort spielte er vier Jahre, ehe er nach der Saison 2008/09 nicht weiter verpflichtet wurde. Nachdem er kurzfristig vereinslos war, unterschrieb er einen Vertrag beim Hartford Wolf Pack in der American Hockey League. Nach lediglich 19 Spielen beendete er dort sein Engagement, da Dandenault mit Verletzungsproblemen zu kämpfen hatte. Im September 2010 gab er sein Karriereende als Eishockeyspieler bekannt.

### International
Dandenault nahm mit dem kanadischen Nationalmannschaft an der Weltmeisterschaft 2003 teil und gewann mit der Mannschaft die Goldmedaille.

## Erfolge und Auszeichnungen
- 1997 Stanley-Cup-Gewinn mit den Detroit Red Wings
- 1998 Stanley-Cup-Gewinn mit den Detroit Red Wings
- 2002 Stanley-Cup-Gewinn mit den Detroit Red Wings

### International
- 2003 Goldmedaille bei der Weltmeisterschaft

## Karrierestatistik

### International
Vertrat Kanada bei:
- Weltmeisterschaft 2003

(Legende zur Spielerstatistik: Sp oder GP = absolvierte Spiele; T oder G = erzielte Tore; V oder A = erzielte Assists; Pkt oder Pts = erzielte Scorerpunkte; SM oder PIM = erhaltene Strafminuten; +/− = Plus/Minus-Bilanz; PP = erzielte Überzahltore; SH = erzielte Unterzahltore; GW = erzielte Siegtore; 1 Play-downs/Relegation; Kursiv: Statistik nicht vollständig)